# Gare de Liège-Longdoz
La gare de Liège-Longdoz (dite aussi gare de Longdoz ou gare du Longdoz), est une gare ferroviaire de rebroussement. Aujourd'hui disparue, elle était située dans l'actuel quartier administratif de Longdoz, sur le territoire de la commune de Liège en Belgique.
Mise en service en 1851 par la Société des chemins de fer de Namur à Liège, elle devient le terminus liégeois du Nord - Belge. Fermée aux voyageurs en 1960, son bâtiment principal est détruit en 1969, le site de la gare étant ensuite désaffecté du service ferroviaire et réutilisé, entre autres, pour la galerie commerciale Centre Longdoz, incorporée depuis dans la Médiacité.

## Situation ferroviaire
Établie à 66 mètres d'altitude, Liège-Longdoz commence son existence comme gare en cul-de-sac et terminus de l'extension en rive droite de la Meuse de la ligne 125, de Liège à Namur (ligne 125A), puis comme terminus et ensuite arrêt de la ligne 40, de Liège à Visé, en servant comme gare de rebroussement jusqu'en 1917. Elle se trouve entre la gare des Vennes et celle de Cornillon, arrêts aussi supprimés.

## Histoire
À l'origine, le quartier du Longdoz est isolé du reste de la ville ; aucun pont immédiat n'existe (le pont d'Amercœur étant plus au Nord-Est), la traversée de la Meuse se faisant par bac. Durant la Révolution industrielle, il est décidé de développer le quartier, à l'époque encore essentiellement rural et peu peuplé. 1834 voit alors le percement de la rue Grétry à travers le quartier, prolongée ensuite par les ponts du Longdoz et de la Boverie en 1837, reliant ainsi le Longdoz au centre. Il est aussi décidé de doter le quartier d'une gare, accélérant son développement.

### Société des chemins de fer de Namur à Liège (1845-1855)

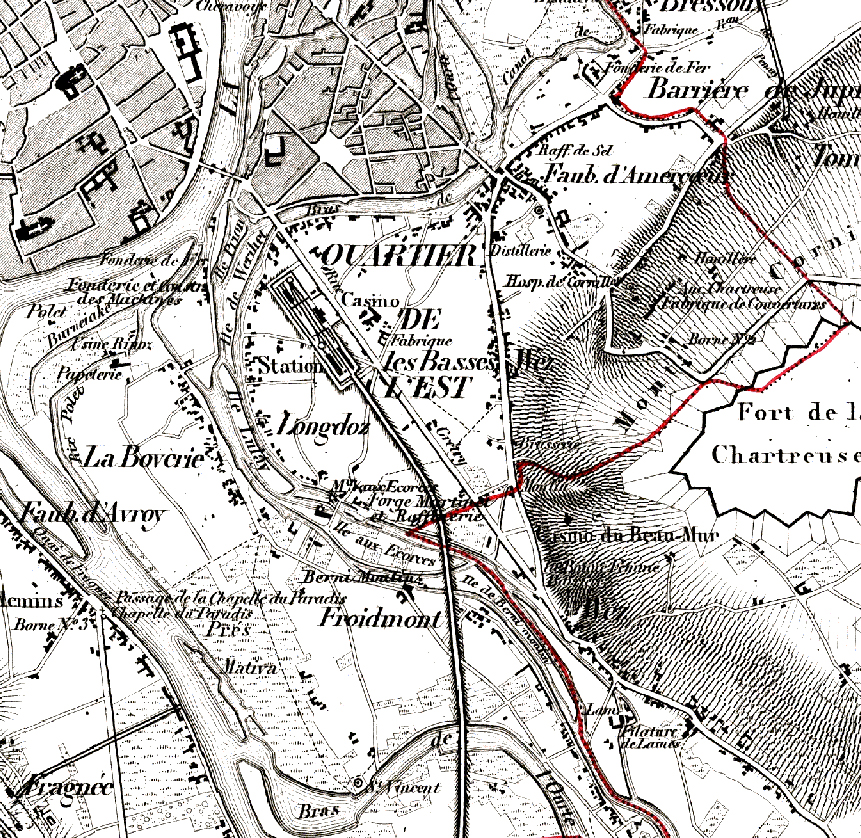
Situation de la gare de Longdoz en 1850 avant la connexion vers Maastricht, sur la carte de Vandermaelen.

La gare de Longdoz est mise en service le 26 août 1851 par la Société des chemins de fer de Namur à Liège, lorsqu'elle ouvre à l'exploitation, au nord de Liège, un tronçon de 2,1 km à partir de l'embranchement du Val-Benoît, en tant que ligne 125A,. Elle dispose d'un premier petit baraquement provisoire en bois, établi en 1850. 
En 1855, une convention, de règlement provisoire, est signée entre les Chemins de fer de l'État belge et la compagnie concessionnaire pour l'utilisation de la gare.

### Compagnie des chemins de fer du Nord (1855-1862)
En 1855, la compagnie remet à bail l'exploitation de son réseau à la compagnie française des chemins de fer du Nord, qui remplace en 1857 le baraquement par un bâtiment aménagé. L'État inaugure le 24 novembre 1861 la section de 17,8 km entre la gare et Maastricht, gérée par la Compagnie du Chemin de fer de Liège à Maestricht, en tant que ligne 40, modifiant ainsi l'extrémité Nord de la ligne 125A.
L'implantation de la gare dans le quartier du Longdoz contribue grandement à son essor, qui voit l'apparition de nombreuses industries, commerces, hôtels, cafés et sociétés de transport. Dans les décennies qui suivent, la gare va devenir un acteur majeur dans l'industrialisation de la vallée de la Basse-Meuse, traversée par la ligne 40 dont Longdoz est le terminus, et, avec Liège-Guillemins, l'une des deux gares liégeoises majeures de la Révolution industrielle.
A cette époque, tous les trains empruntant la ligne 40 doivent passer par Longdoz pour être remis en tête pour continuer le trajet soit vers Maastricht, soit vers Liège-Guillemins, sur le site-même de la gare, une contrainte qui à terme lui sera fatale lorsque la jonction de la ligne 40 située entre ses deux voies d'accès, alors inexistante, sera complétée en 1917.

### Compagnie du Nord - Belge (1862-1940)

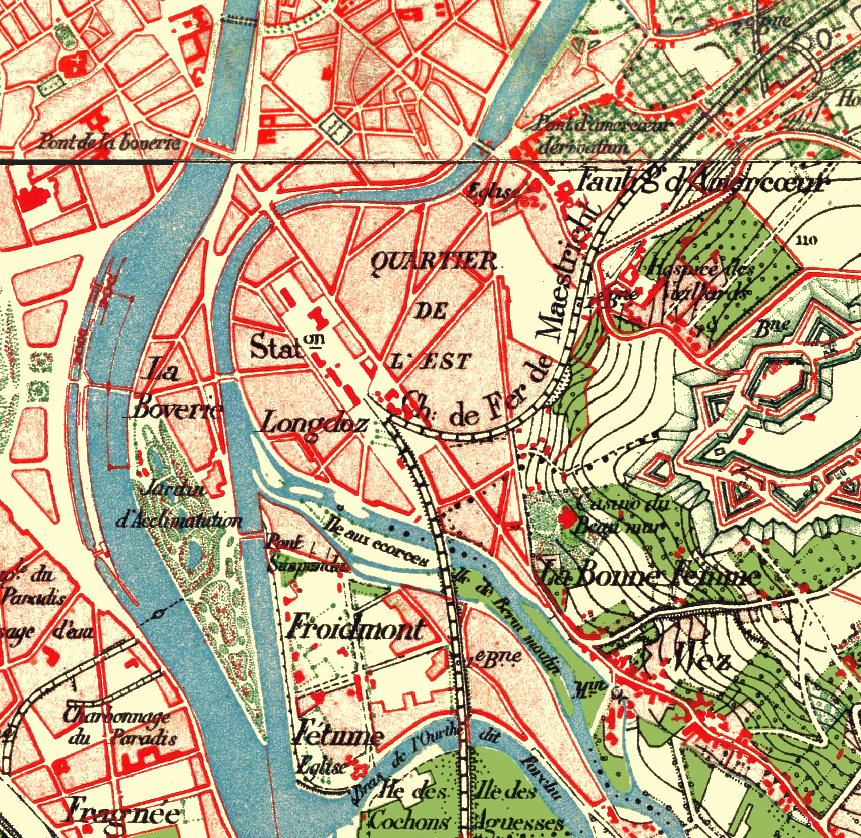
Situation de la gare de Longdoz en 1865 après la création de la connexion vers Maastricht, sur la Carte du dépôt de la guerre.

En 1877 est complété un monumental bâtiment en briques de style Nord - Belge, par la compagnie du même nom, filiale de la Compagnie des chemins de fer du Nord, qui y installe aussi son siège social. Le bâtiment est constitué de trois pavillons de même hauteur à deux niveaux, et reliés par des annexes à un seul niveau. Le pavillon central, abritant la salle des pas perdus, dispose d'une verrière côté rue et côté quais, le nom de la ville inscrit au-dessus de l'entrée et sur les cheminées, et est coiffé d'une tourelle d'horloge côté rue ; les cinq autres faîtes des trois bâtiments sont coiffés de médaillons et sculptures animalières. Devant, donnant sur la rue Grétry, se trouve une place ovale à disposition des calèches, et plus tard des automobiles, et pourvue d'une fontaine Montefiore sur le côté gauche. Il est aussi construit de chaque côté de la place des petites annexes séparées de la gare et adossées aux maisons voisines aux pignons aveugles utilisés pour les publicités, donnant une forme de U à l'ensemble situé en retrait de la rue.

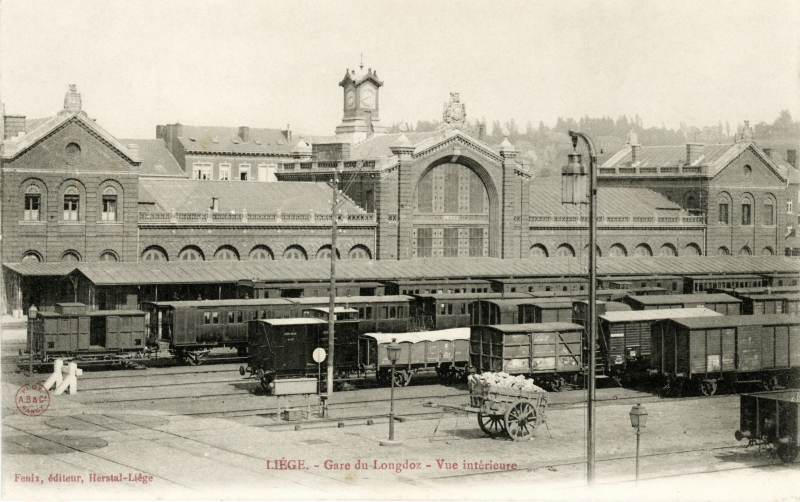
Façade arrière et quais au début des années 1900.

Le site de la gare, contenu dans un site d'environ 1 ha entre les rues Grétry, Natalis, Dothée, d'Harscamp et Libotte, accueille entre autres des halles pour le dépôt de colis (au coin des rues d'Harscamp et Libotte), un quai à bestiaux (côté Natalis), ainsi que, le long de la rue Libotte, une plaque tournante pour locomotives et wagons permettant la remise en tête des trains. Des bâtiments administratifs quant à eux sont construits rue de la Limite. Une desserte marchandise traversant la rue d'Harscamp connecte aussi la gare à l'usine Espérance-Longdoz située juste à côté. Le premier passage à niveau du quartier en quittant la gare, où se rejoignent les deux connexions au réseau, se trouve rue Natalis. Plusieurs autres passages traversent le quartier jusqu'aux connexions au réseau via un pont de pierre côté boulevard Raymond Poincaré (Y Froidmont), et une rampe côté rue Basse-Wez (Y Cornillon). La gare en cul-de-sac est le point d'aboutissement de plusieurs destinations reliant d'autres lignes dont le Nord - Belge est propriétaire, notamment Namur, Erquelinnes ou Givet.
En 1884, la Compagnie du chemin de fer de Liège à Maastricht met en service entre Liège-Longdoz et Visé des trains omnibus très légers, dits « trains-tramways », constitués de convois de deux voitures. En plus de marquer l'arrêt aux stations et aux haltes (tous fermés aujourd'hui, à l'exception de Bressoux), ces trains d'un genre nouveau s'arrêtent aussi aux passages à niveau, donnant lieu à des arrêts tous les kilomètres environ. En 1899, dans le cadre de la politique de nationalisation du réseau ferré, la ligne 40 est reprise par l'état belge.

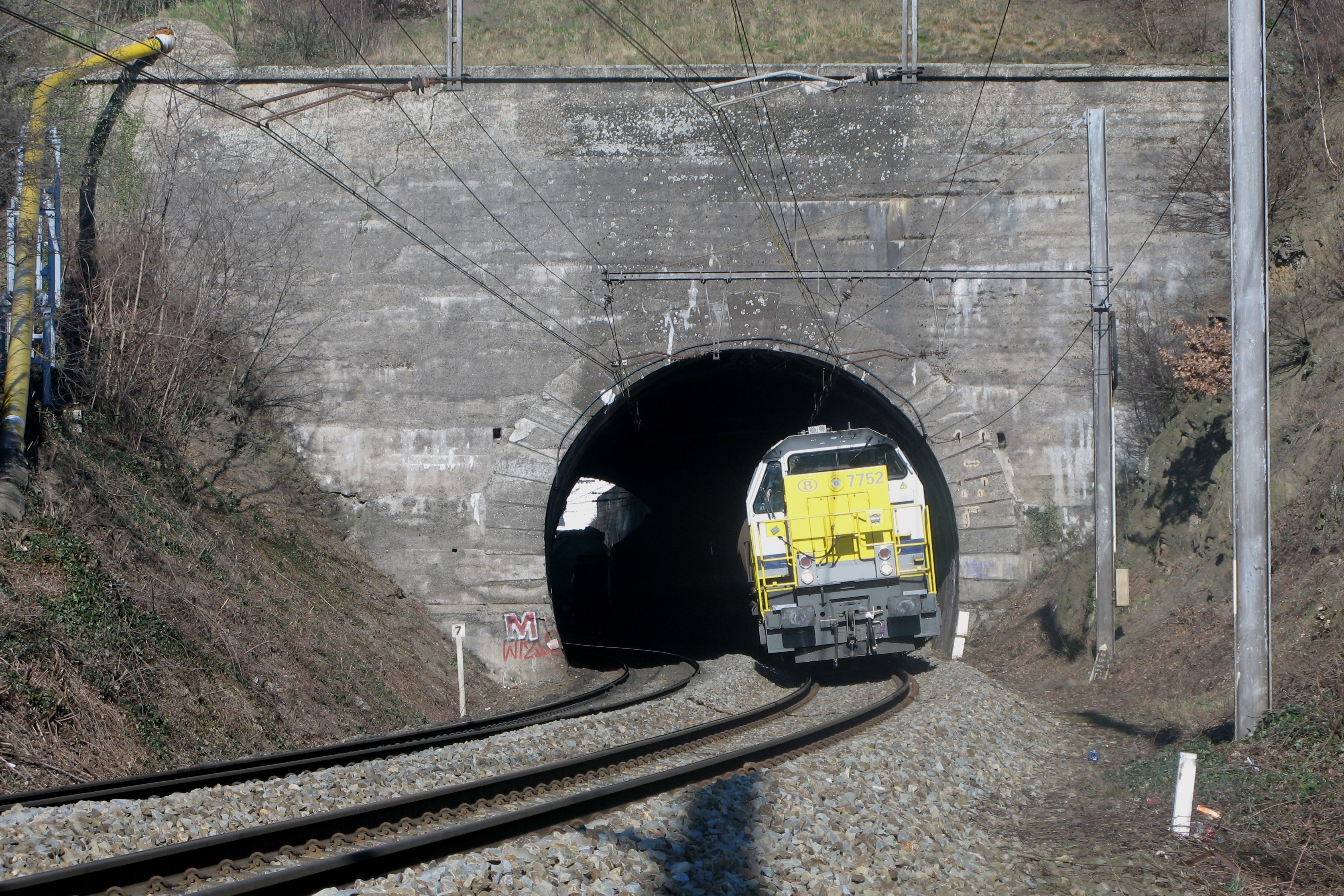
Entrée sud du tunnel de Froidmont en 2018.

Durant la Première Guerre mondiale, l'occupant prussien inaugure en juillet 1917 le tunnel de Froidmont, long de 78 mètres, complétant la jonction de la ligne 40 située entre les points d'accès de la gare (Y Froidmont et Y Cornillon), appelée ligne 40A, pour supprimer la contrainte de remise en tête dans la gare, assurant alors une liaison directe entre Liège-Guillemins et Maastricht, ainsi que la gare de triage de Kinkempois. Liège-Guillemins devient alors le terminus du train de Maastricht, Londgoz devenant un simple arrêt, et de surcroît pas desservi à chaque trajet,,,.
A l'aube de la Seconde guerre mondiale, la gare de Longdoz fonctionne à saturation. À la suite de la destruction accidentelle du pont-rails du Val-Benoît le 31 août 1939, la navigation fluviale sur la Meuse est interrompue et la connexion aux lignes du Sud-Est de la province est coupée, accentuant le développement de la gare de Bressoux amorcé durant la Première Guerre mondiale, où les trains à destination des vallées de l'Ourthe et de l'Amblève doivent être assemblés.

### SNCB (1940-1969)

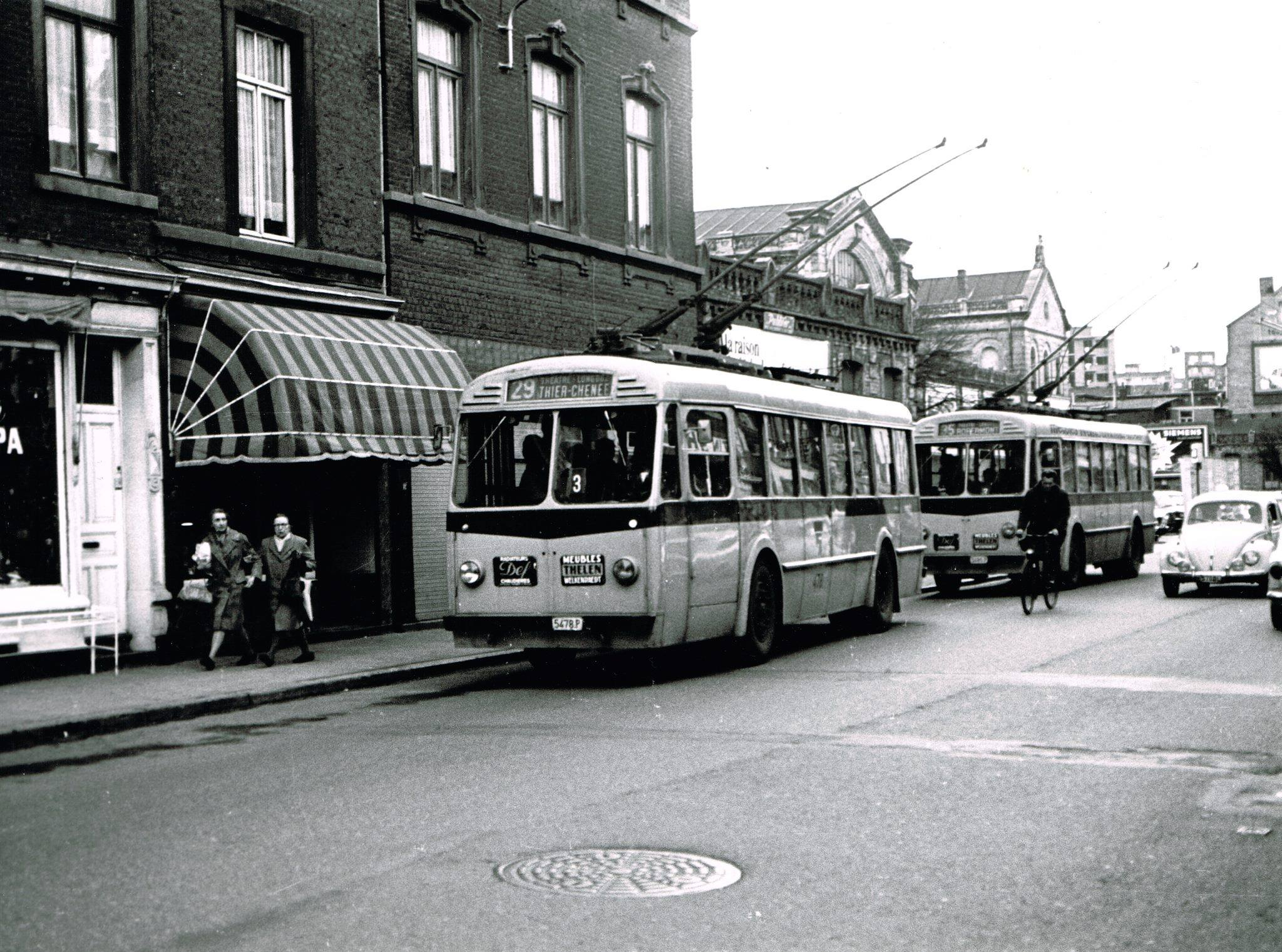
Trolleybus rue Grétry en 1968, avec la gare en arrière-plan.

Lors de l'entrée en guerre de la Belgique le 10 mai 1940, la Compagnie du Nord - Belge est reprise par la SNCB, rendant cette dernière responsable du site de la gare. À dater de 1947, la gare compte un total de 16 voies.
Au sortir de la Seconde guerre mondiale et à l'aube des Trente Glorieuses, la désindustrialisation du quartier du Longdoz s'amorce, le quartier devenant petit à petit inadapté aux nouveaux défis économiques et urbanistiques, ce qui s'illustre par la fermeture ou le déménagement des industries ayant permis le développement du quartier, et diminue alors la pertinence de l'existence d'une gare au Longdoz, qui plus est en rebroussement. Le 1er juillet 1956, le service omnibus de la ligne 40 entre Liège-Guillemins et Maastricht est abandonné et remplacé par un service de bus le 30 septembre de la même année, impactant la fréquentation de la gare de Longdoz, faisant partie des arrêts supprimés. Le 30 septembre 1956, la rampe de connexion vers Y Cornillon est fermée puis démolie, tandis que celle de Y Froidmont reste encore active,,.
Dès 1958, il est proposé de détruire le bâtiment principal de la gare et de le remplacer par celui du Pavillon des Transports de l'exposition universelle Expo 58 se tenant à Bruxelles, qui aurait pris la fonction de marché couvert accueillant le marché matinal, lequel se tenait à l'époque sur et autour de la place Cockerill. Le pavillon, démonté après l'exposition, aurait été ensuite remonté à l'emplacement de la gare, les dimensions du pavillon convenant à sa destination. Ce projet est cependant abandonné au profit du site de Droixhe, anciennement occupé par un mélangeur de charbon de la SNCB, et accueillant le marché couvert matinal depuis 1964,. Avant cette date, la tourelle d'horloge coiffant le pavillon central a été supprimée pour être remplacée par un simple cadran sur la verrière.
Le 3 octobre 1960 marque la fin de son service voyageurs, qui assure encore à l'époque la connexion avec la ligne 125. Suivra le démontage de la quasi-totalité des voies en 1961,. Les gares des Guillemins et de Kinkempois reprennent alors respectivement le trafic voyageurs et marchandises de Longdoz.
En août 1969, le bâtiment principal est détruit après plusieurs années d'abandon ; le début des années 70 verra la destruction des derniers entrepôts ainsi que les maisons situées entre le bâtiment principal de la gare et la rue Libotte. La desserte vers l'Espérance est maintenue jusqu'à la fermeture de l'usine en 1970,,.

### Après la gare

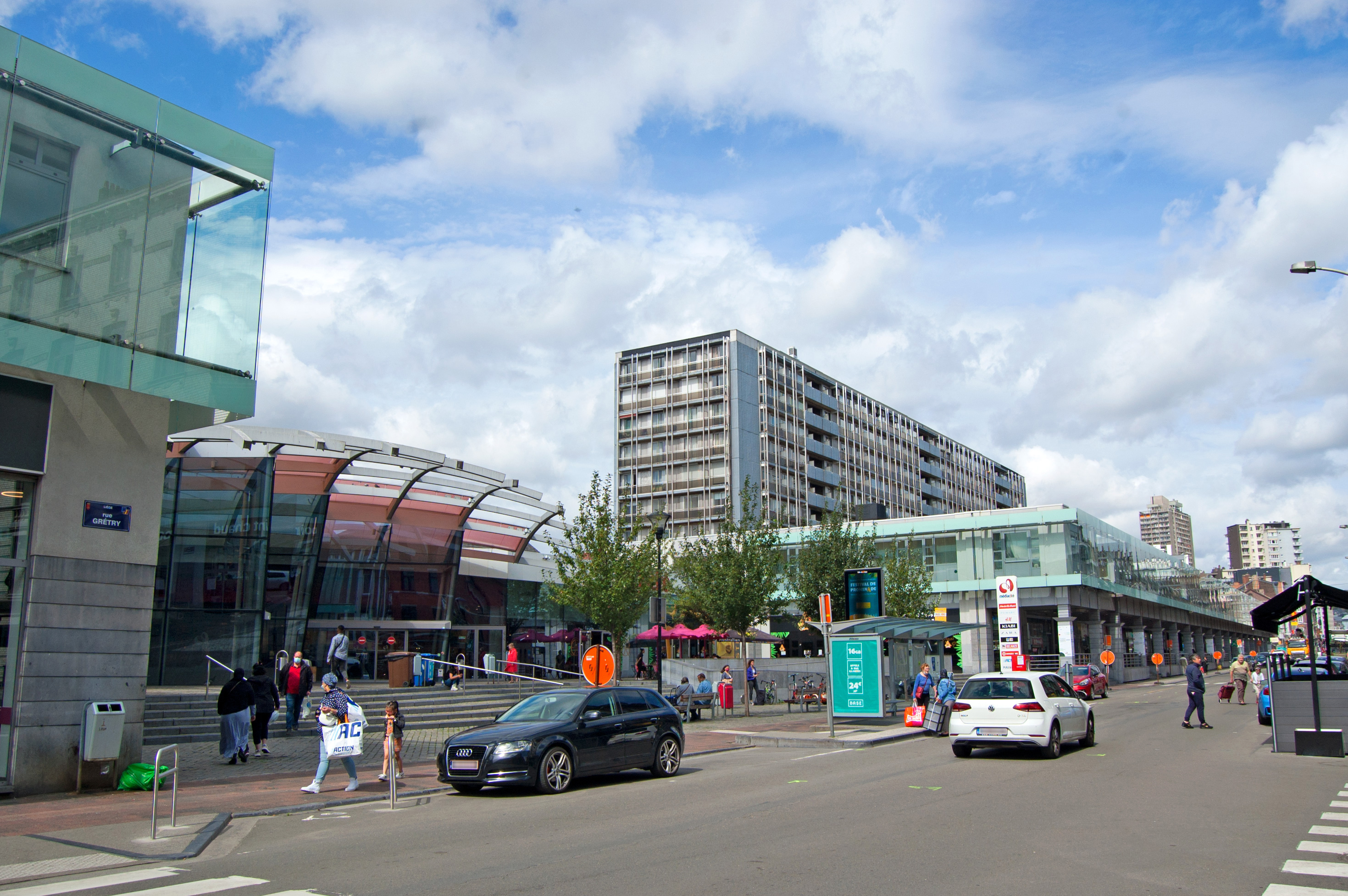
Vue de la place Henriette Brenu le long de la rue Grétry, où se trouvait le bâtiment principal de la gare et sa place, en 2021.

En 1977 débutent sur le site les travaux de construction de la première partie de la galerie « Centre Longdoz ». Le 17 avril 1989 voit la mise hors-service définitive du réseau, suivi par le déferrage de l'accès à la ligne 40 du site de la gare jusqu'à la connexion Y Froidmont en novembre 1990,. En 1995 émerge la seconde partie du Centre Longdoz, qui sera ensuite modernisé et incorporé dans la galerie Médiacité en 2009. L'emplacement général du bâtiment principal de la gare et de sa place sont conservés, la place étant d'abord baptisée « place du Longdoz » à l'époque du Centre Longdoz, puis « place Henriette Brenu », son nom actuel. La Médiacité sectionnant la rue d'Harscamp, sa section méridionale est renommée « rue du Nord-Belge », en référence à la compagnie ayant construit la gare.
L'ancien site de la gare est aussi occupé par le Centre d'Affaires Natalis et un bâtiment administratif de Proximus. Les nos 80 à 118 de la rue Grétry, présents à l'époque à gauche de la façade de la gare, sont les seuls bâtiments du bloc à avoir été préservés.
Les accès à la ligne 40 ayant été reconvertis en tronçons routier et piéton, ils sont encore visibles en vue aérienne de la zone,. À l'ancien emplacement des bifurcations des voies de connexion se trouve une large esplanade consacrée à un arrêt du bus de la ligne 4 du TEC. La connexion Y Froidmont et la rampe de son ancien pont de pierre sont utilisés comme stockage et parking d'un magasin BigMat adjacent, la base en briques jaunes du pont étant encore visible le long de la rue Pré Binet. La suite de l'ancienne connexion est occupée par un restaurant Quick donnant sur le boulevard Raymond Poincaré où est visible l'autre base de pierre du pont contre la ligne 40. La connexion Y Cornillon est quant à elle occupée par une voie piétonne et une plaine de jeux près de la bifurcation, puis des entrepôts et garages jusqu'à la rue Basse-Wez. La dernière section jusqu'à la ligne 40 est occupée par des parkings du site de l'hôpital du Valdor. 

## Galerie

### Passé

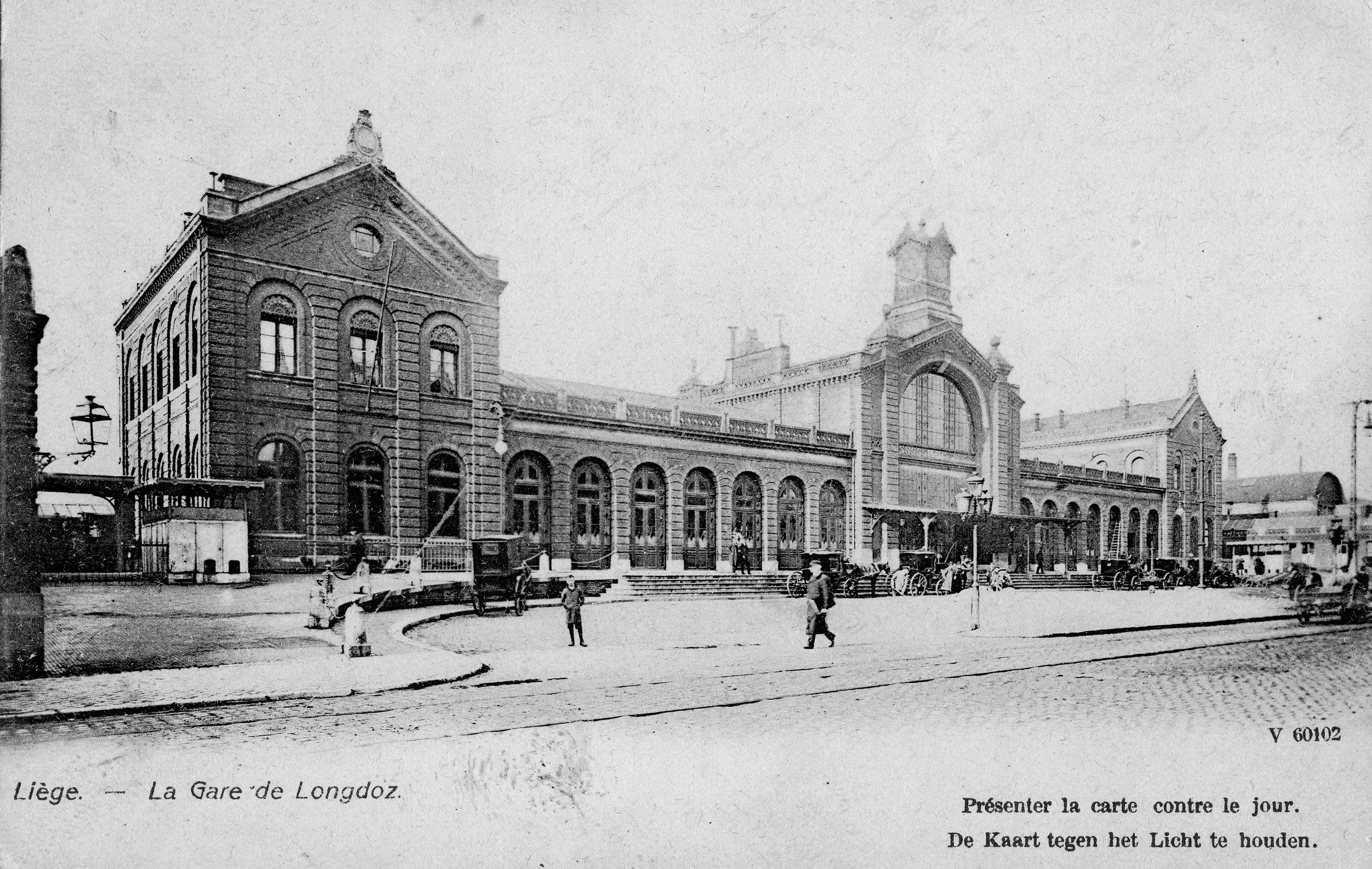
Vue complète des trois pavillons principaux avant la pose de la fontaine Montefiore.
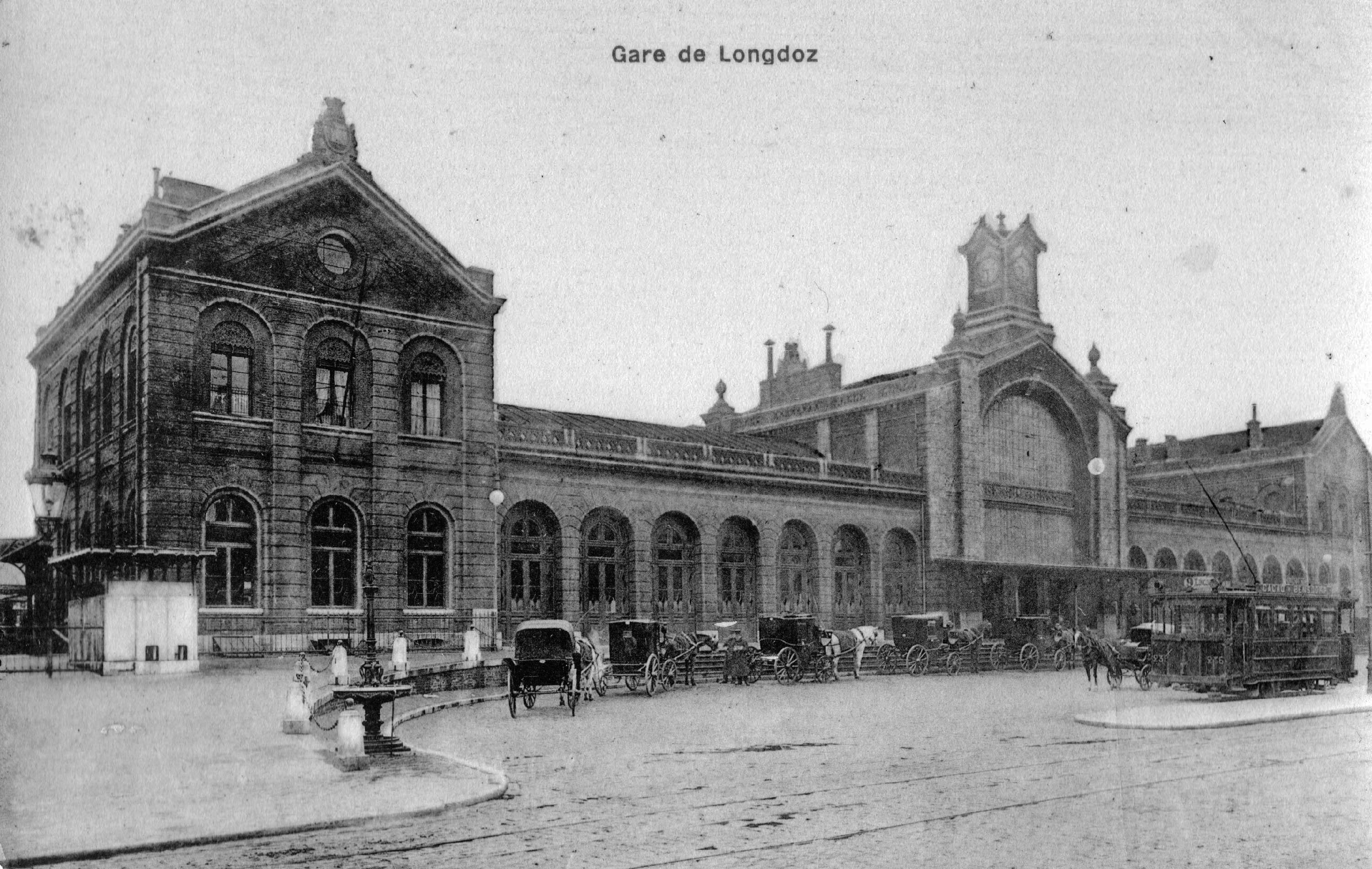
Carrosses et tram devant la gare, après la pose de la fontaine, visible à gauche.
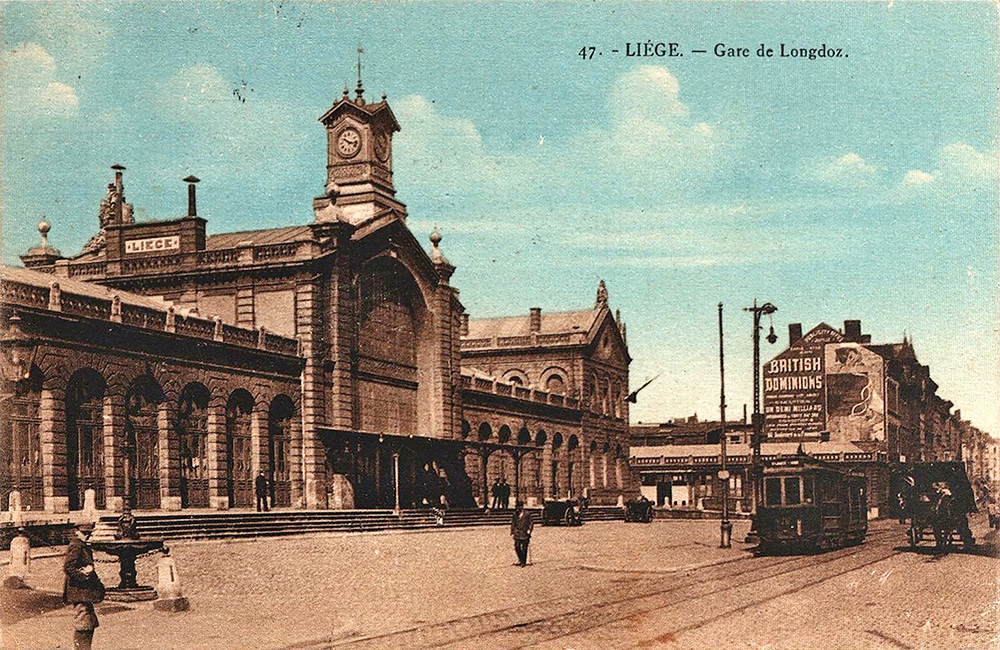
La gare avec publicités murales, tram et fontaine Montefiore.
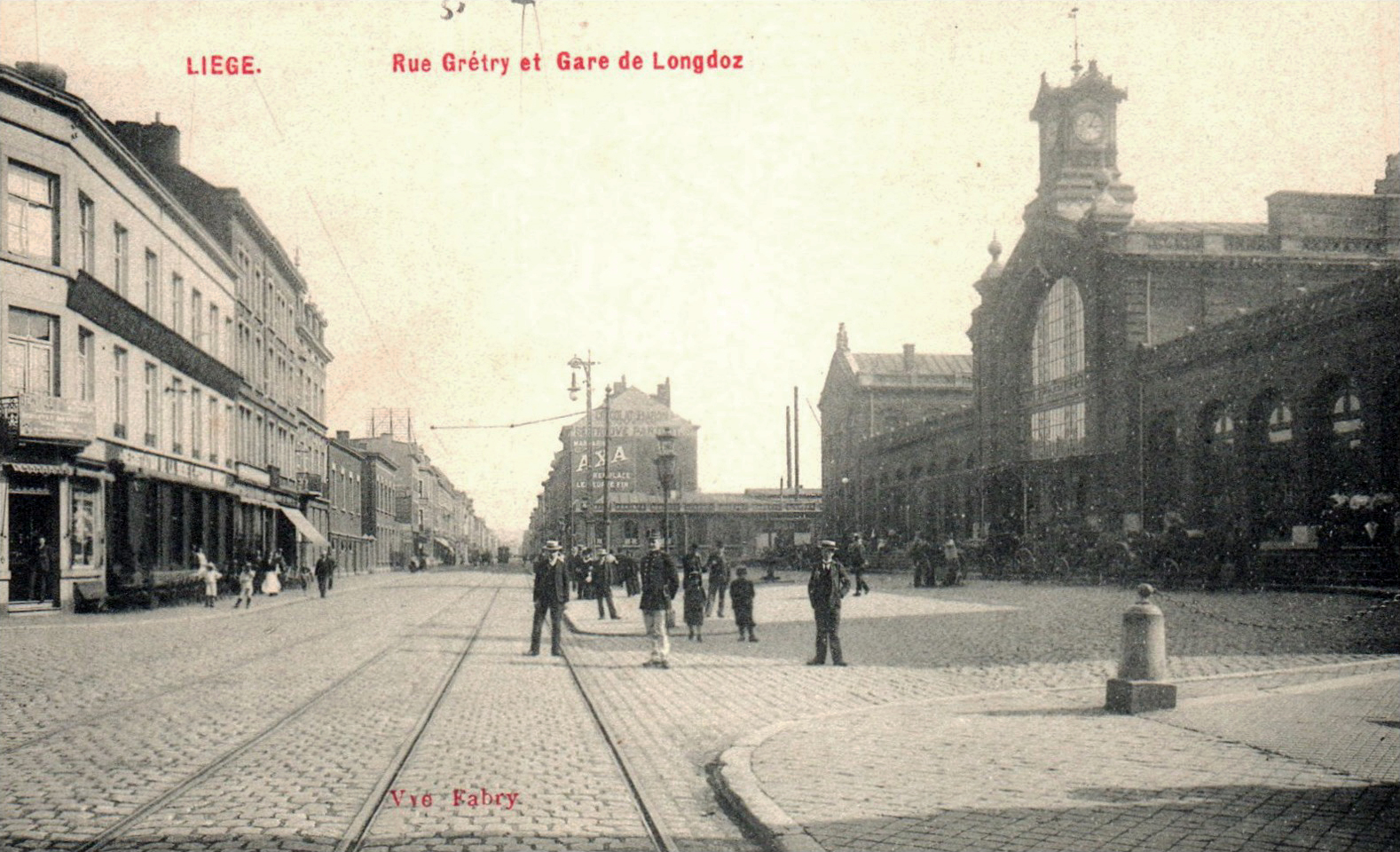
Vue sur la rue Grétry.
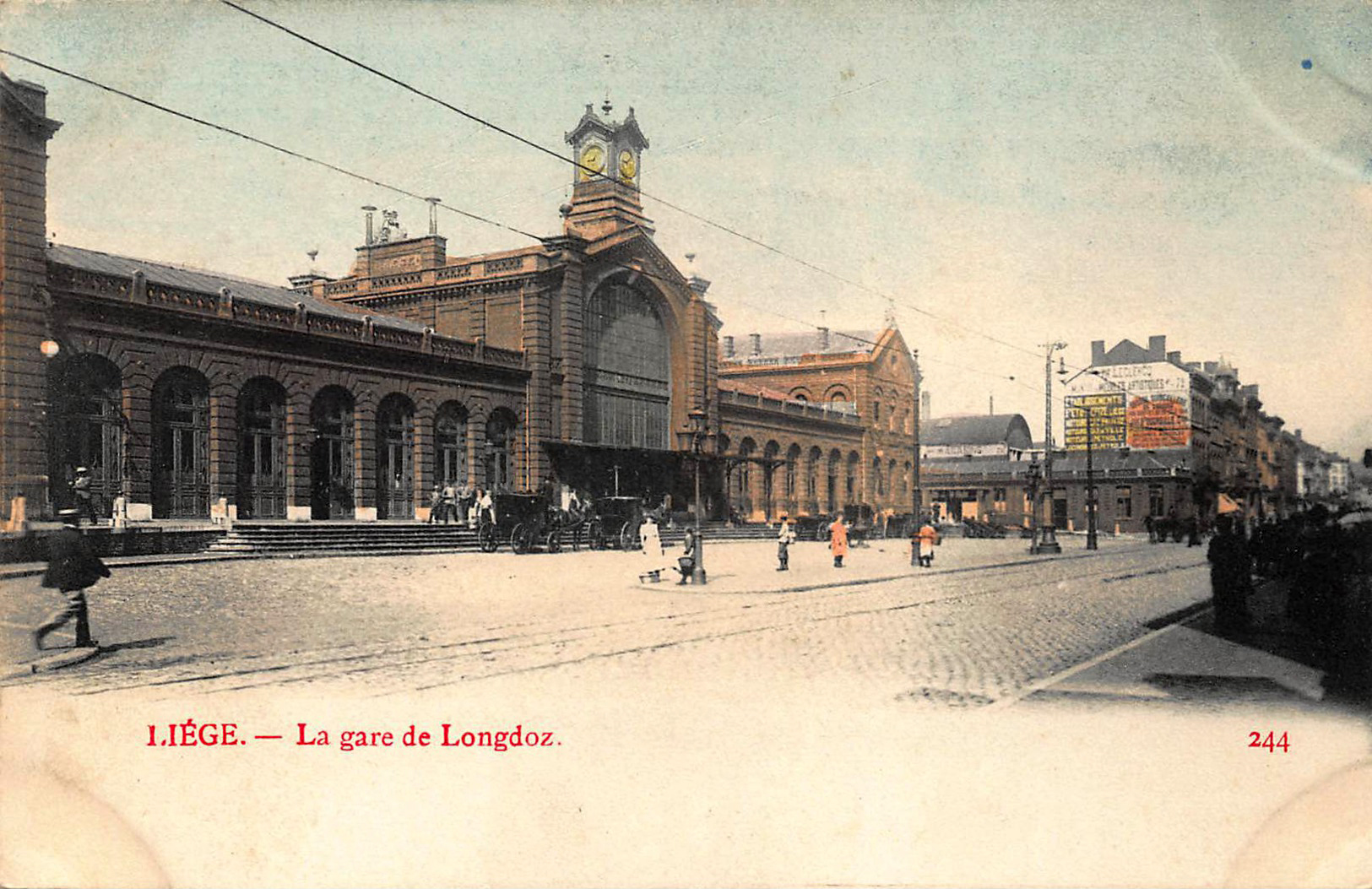
Idem en 1908, de l'autre sens.
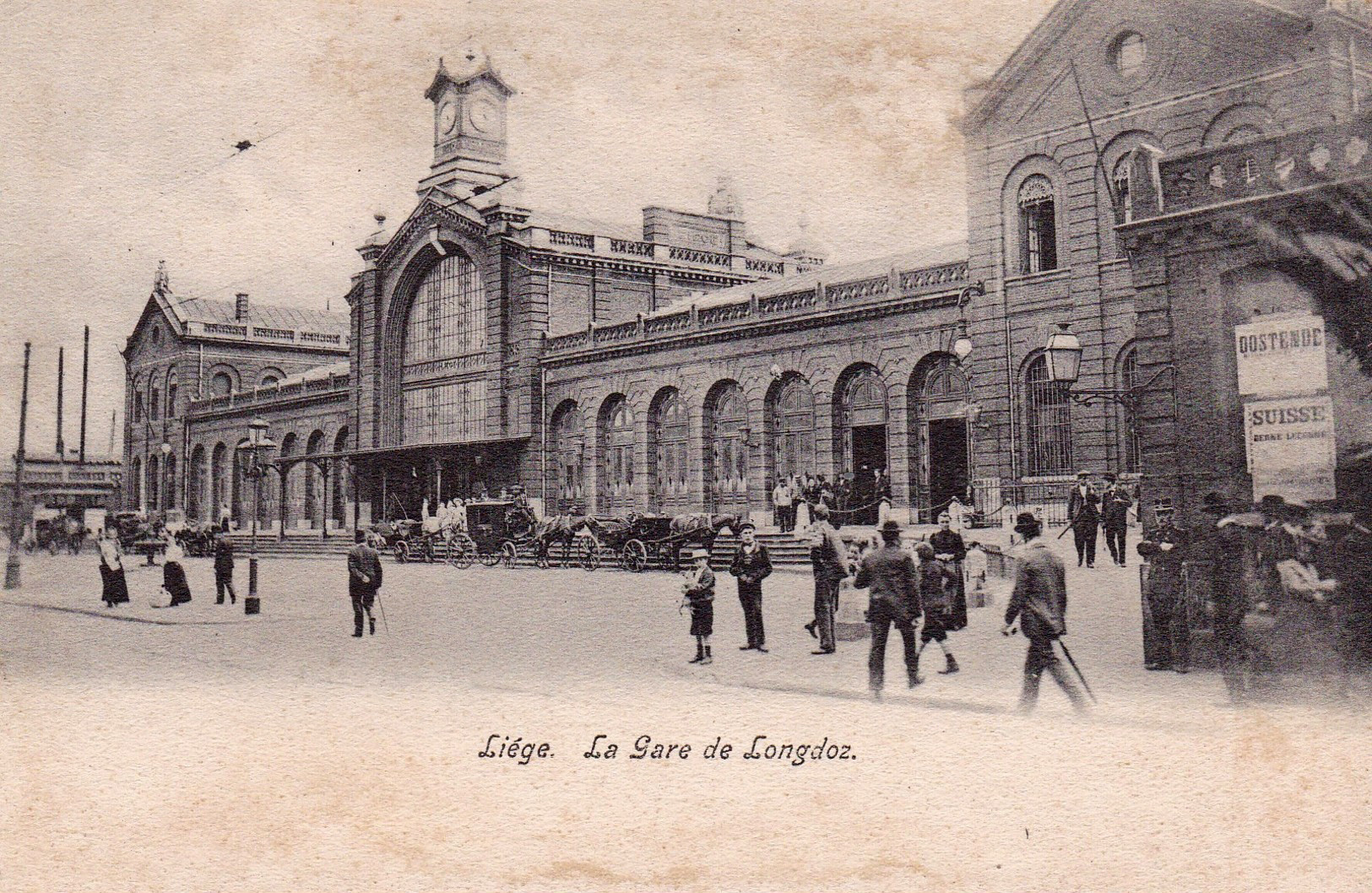
Carrosses et foule devant la gare.
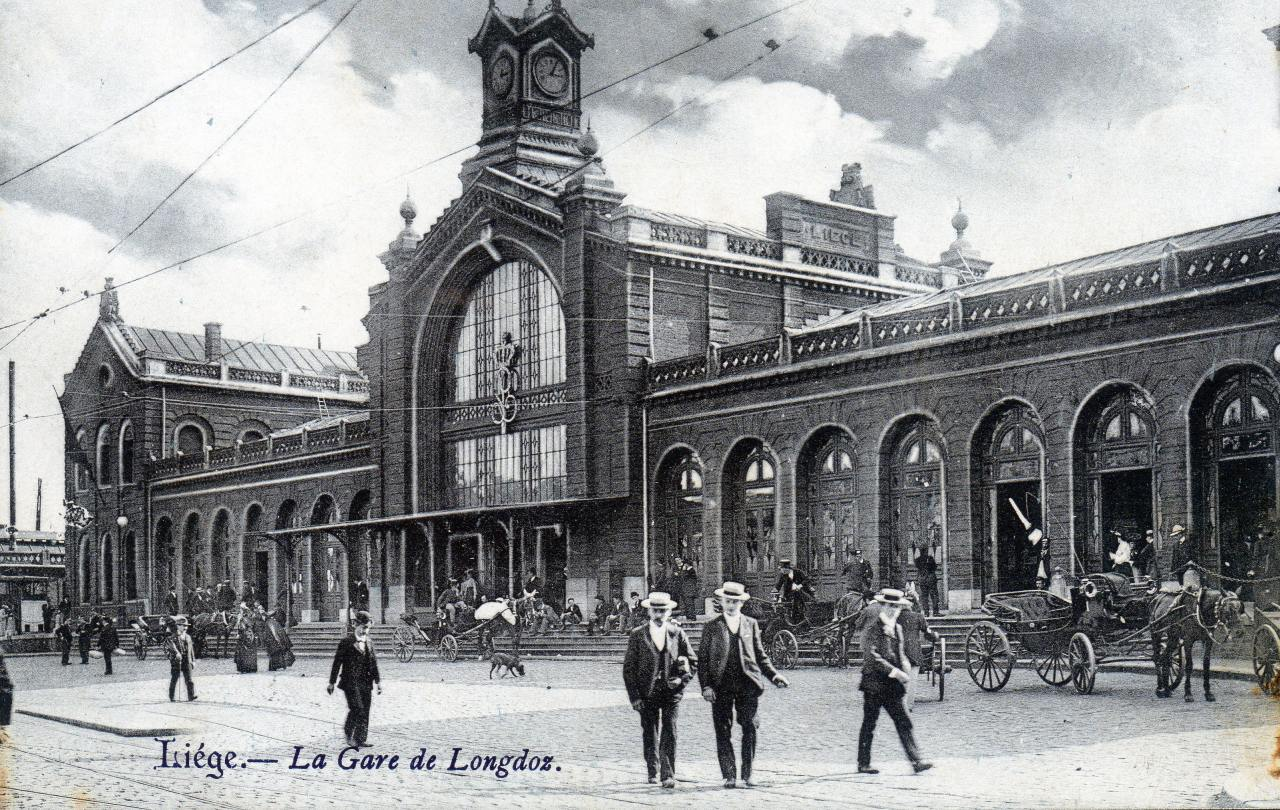
Idem, avec un L surmonté d'une couronne accroché à la verrière.
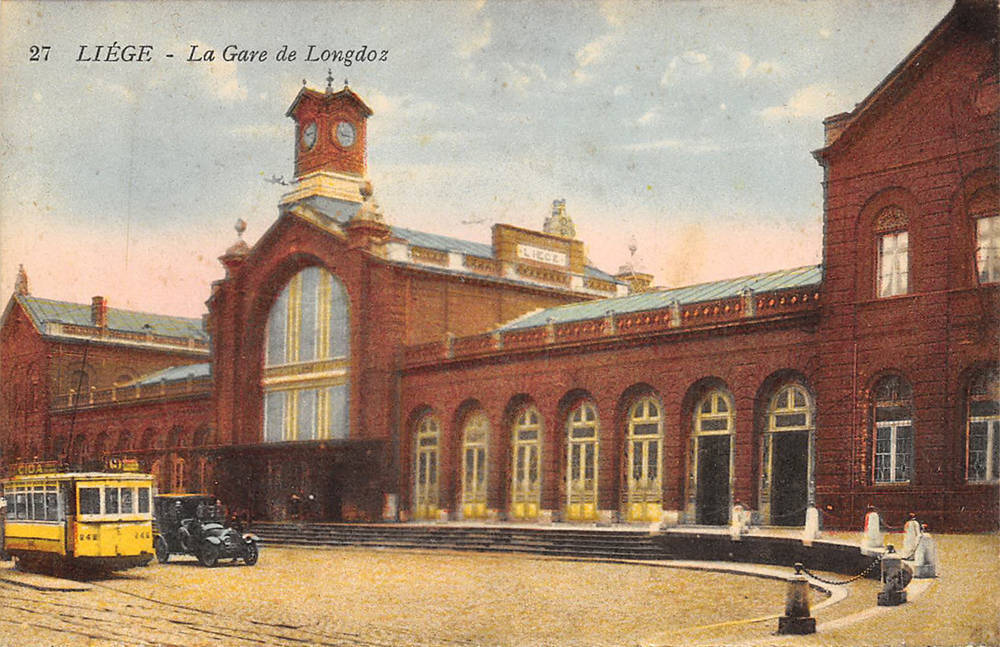
Automobile et tram devant la gare.
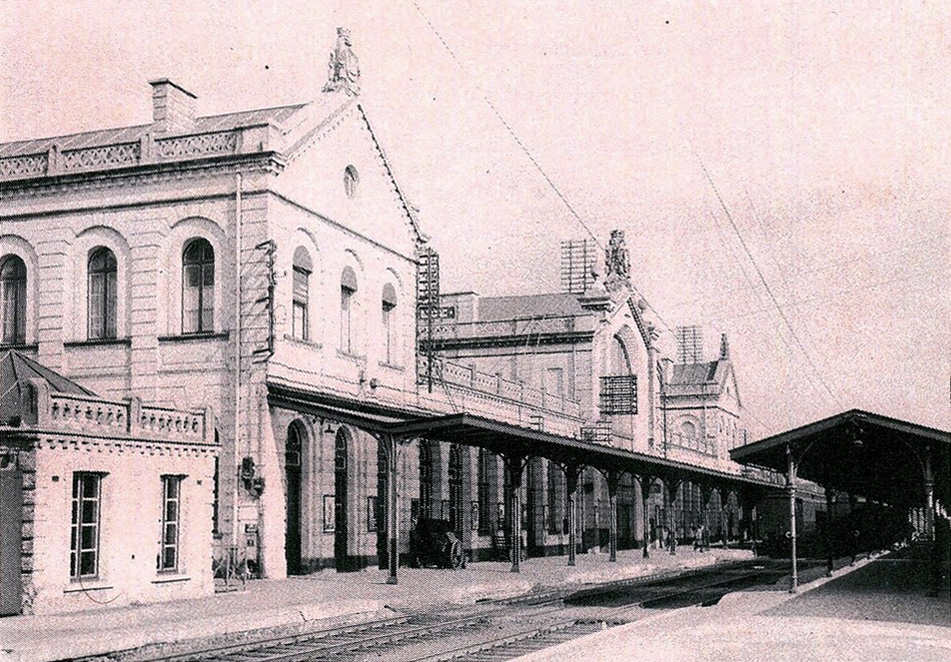
Façade arrière et quais.

### Démolition
| Image externe |                             |
|               | Démolition de Liège-Longdoz |

### Présent

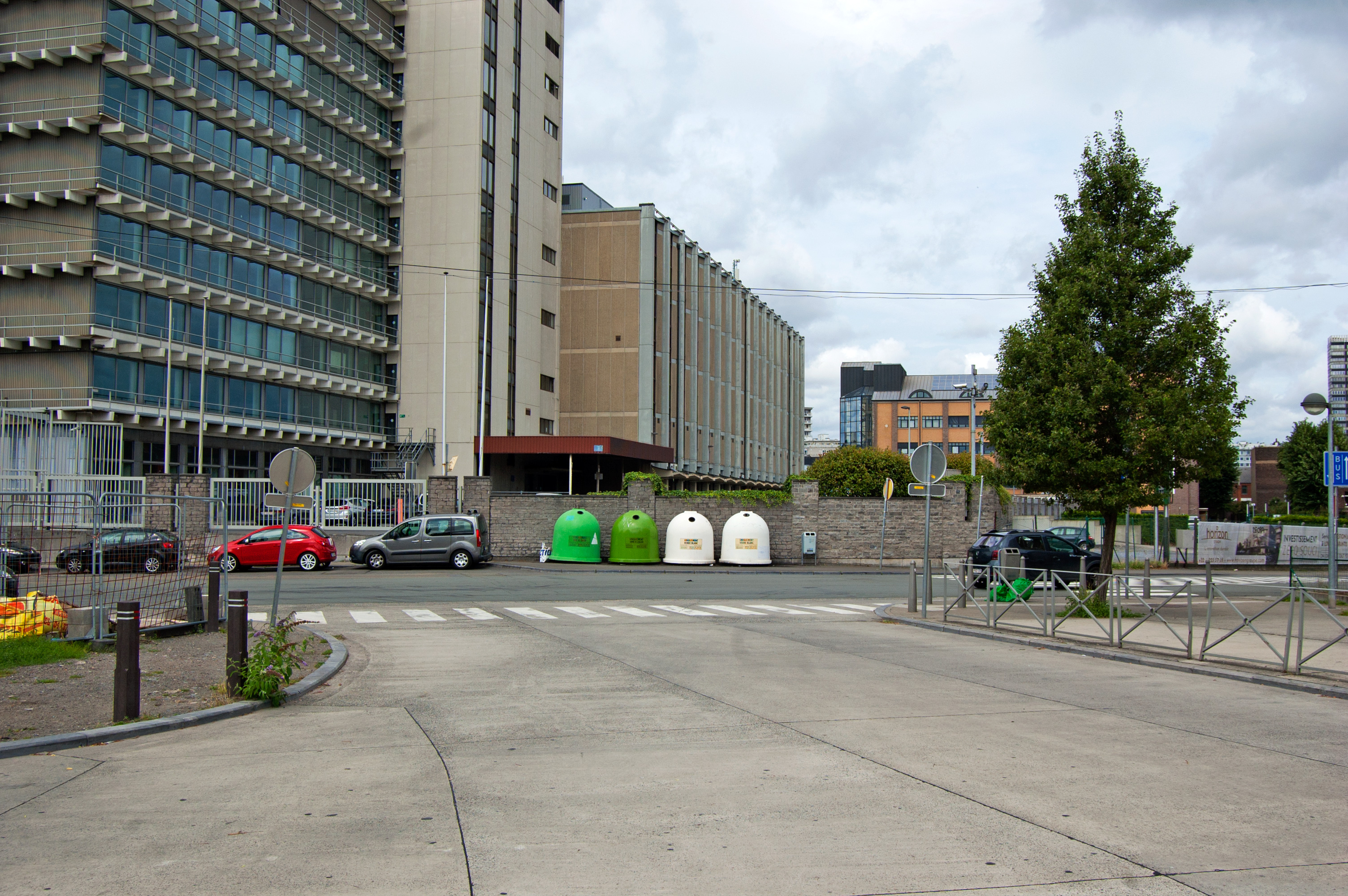
Emplacement approximatif du passage à niveau rue Natalis (2021).
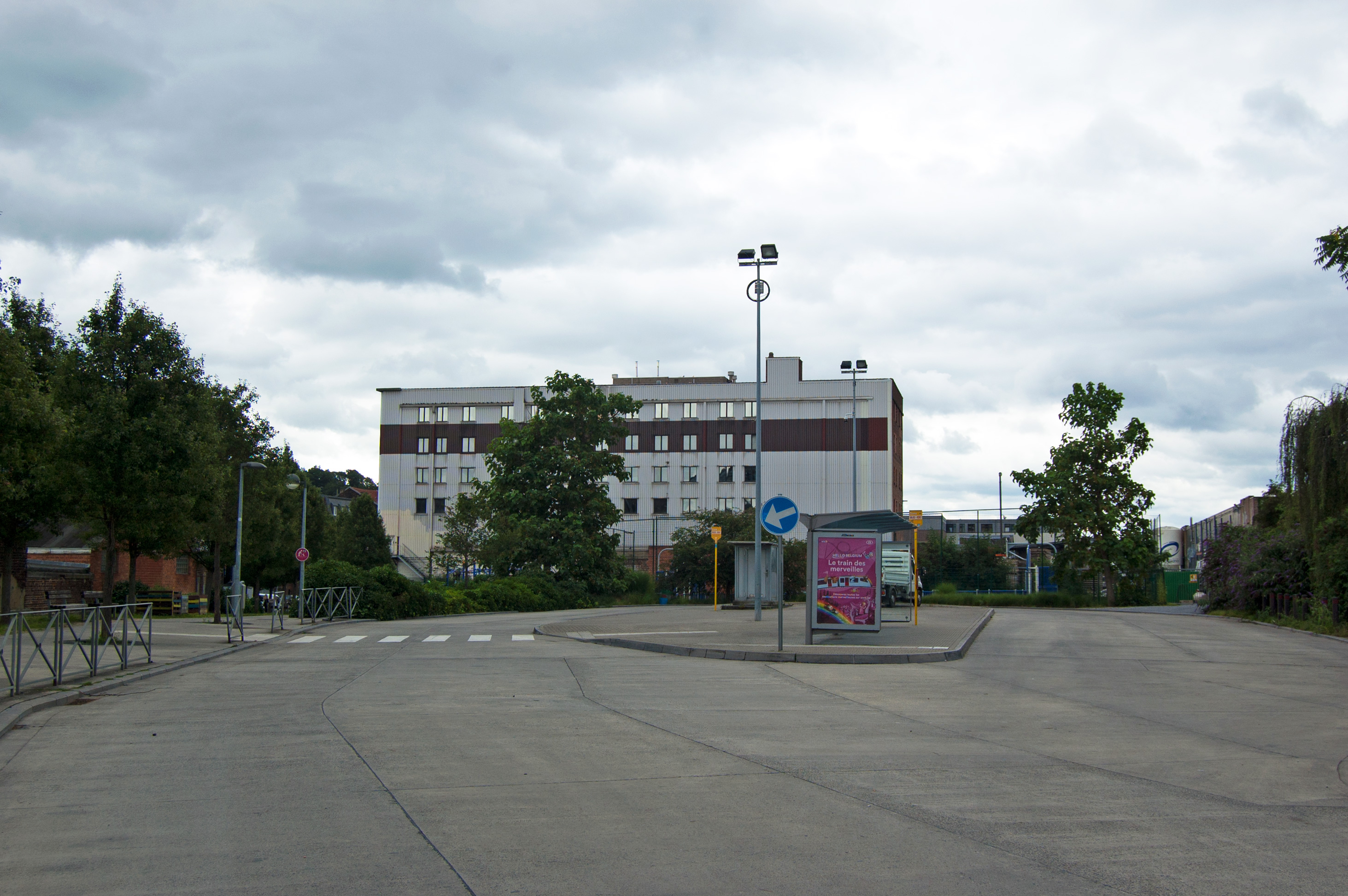
Gare de bus à l'ancien emplacement de bifurcation des voies de connexion qui partaient de chaque côté du bâtiment blanc (2021).
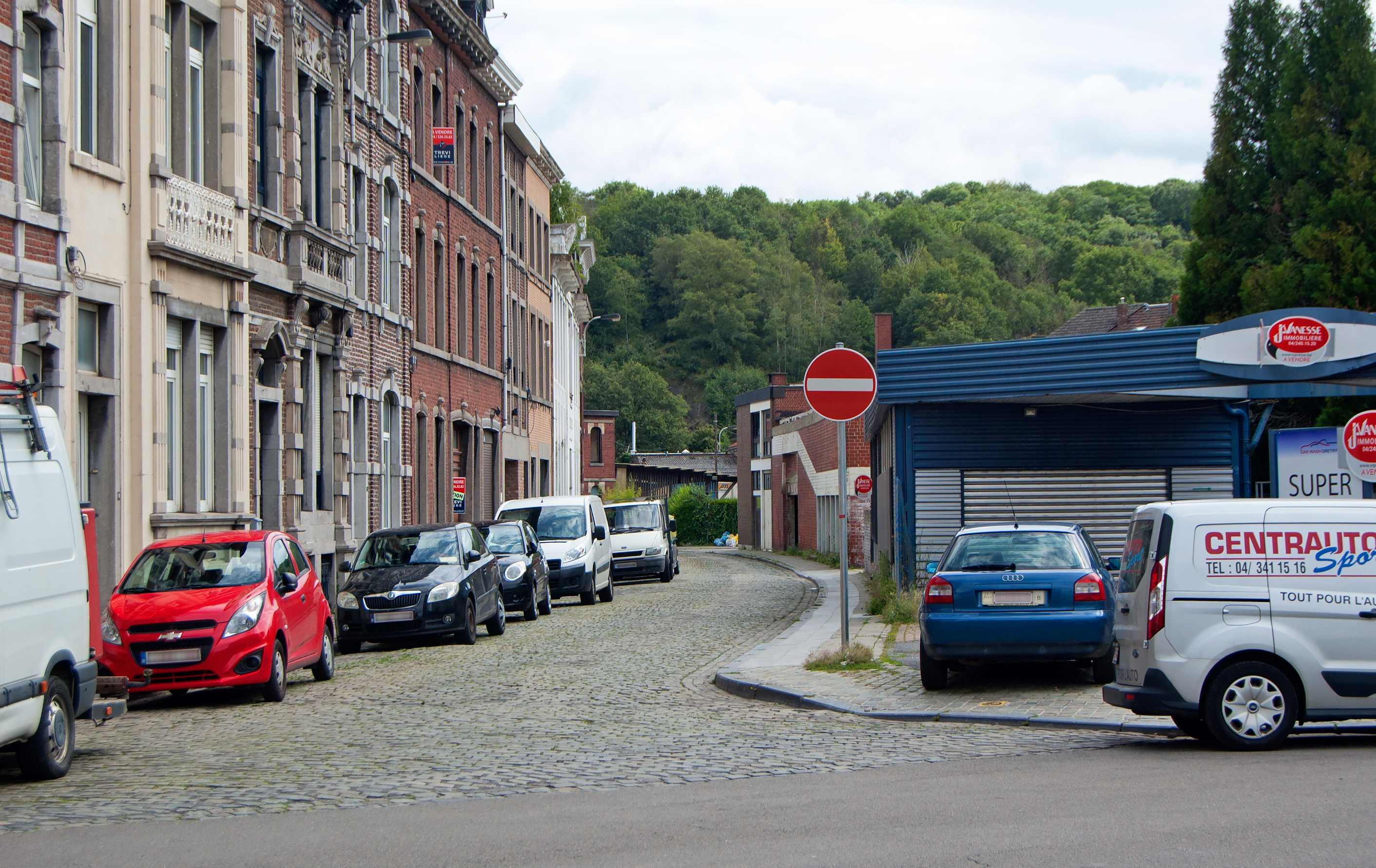
La courbe de la partie ouest de la rue Ansiaux épousant la courbe du tracé de la connexion Y Cornillon (2021).
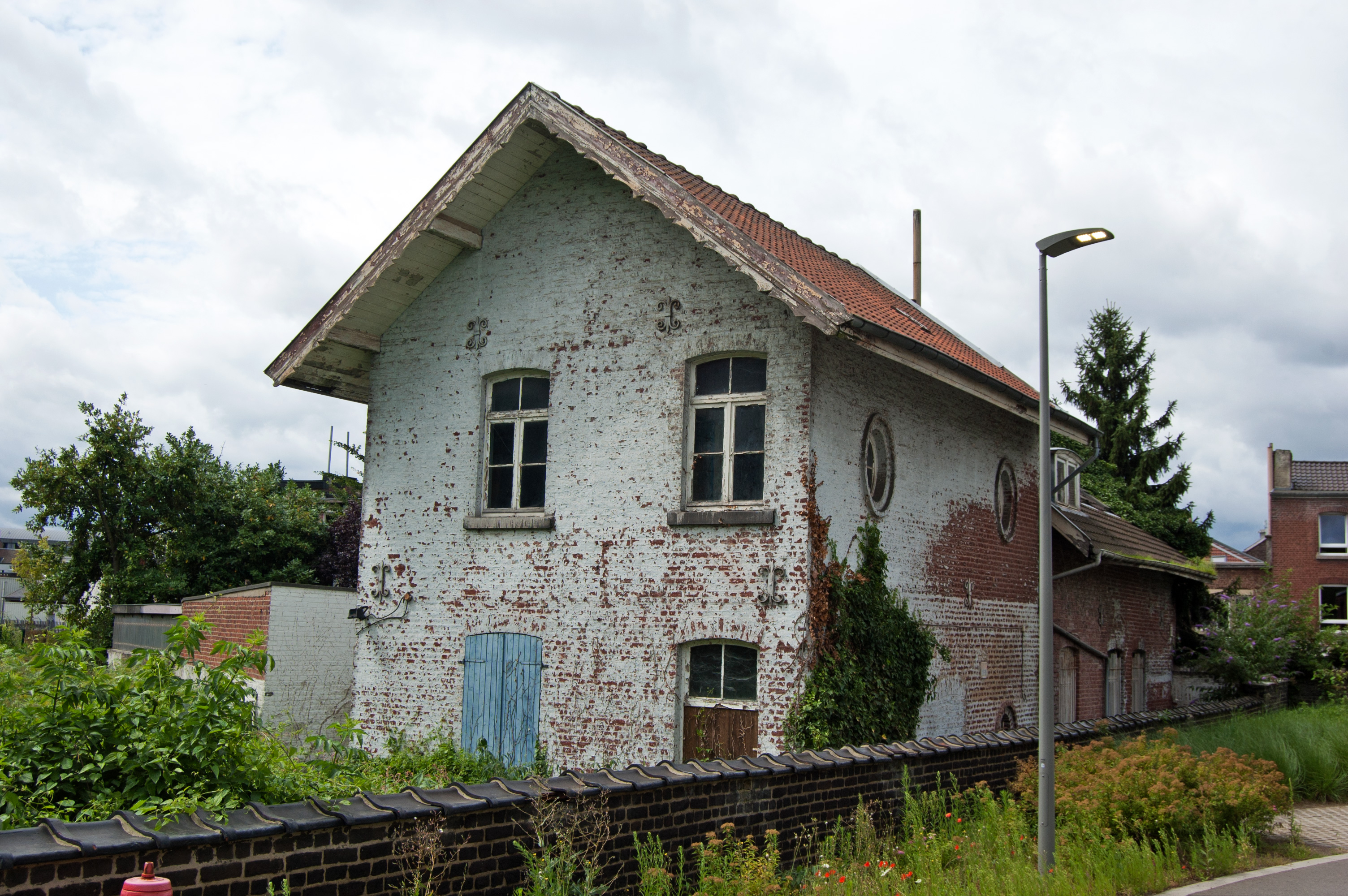
Bâtiment ferroviaire désaffecté à proximité du tracé de la connexion Y Cornillon (2021).
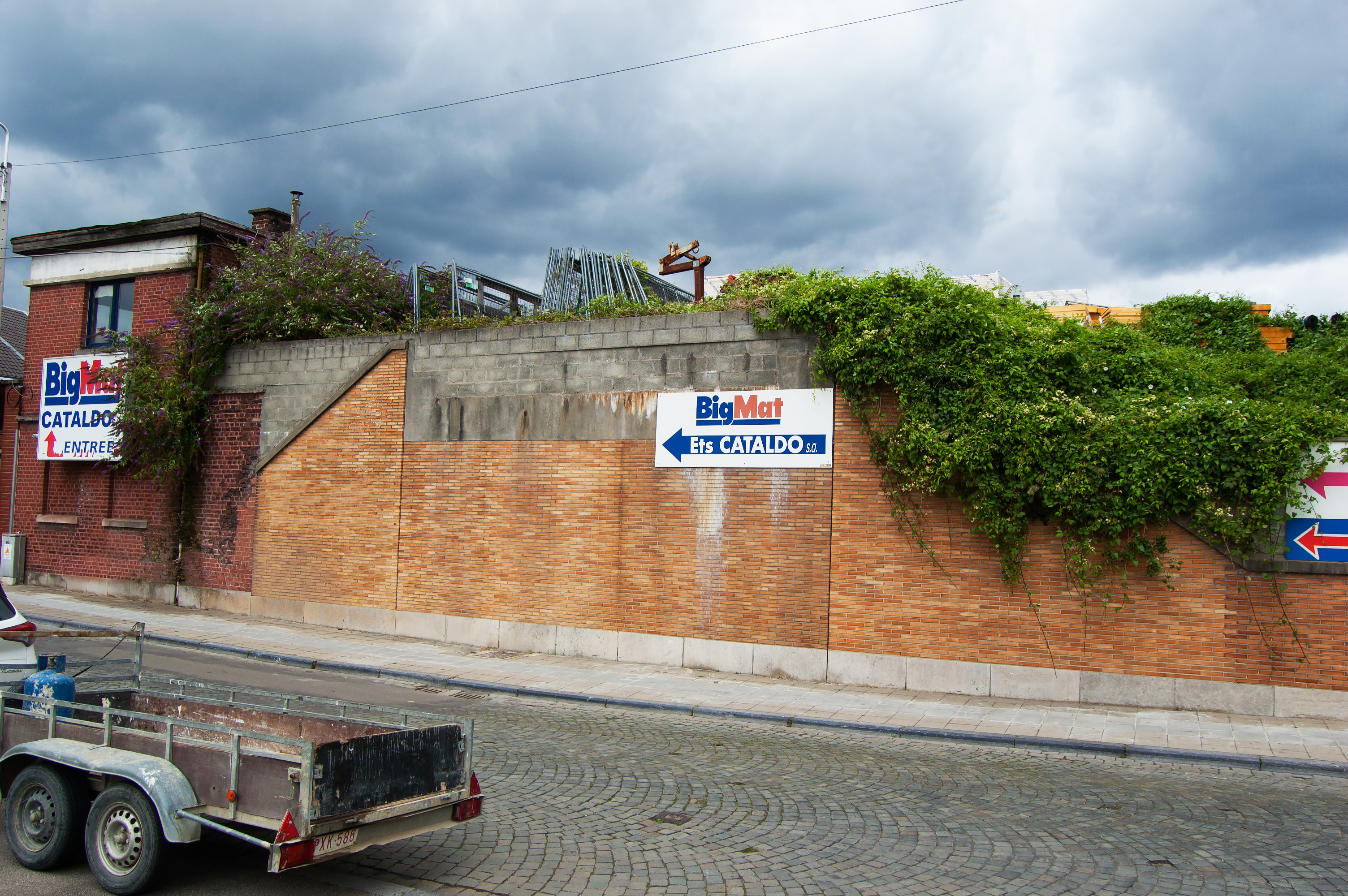
La base du pont de la connexion Y Froidmont rue Pré Binet en (2021).
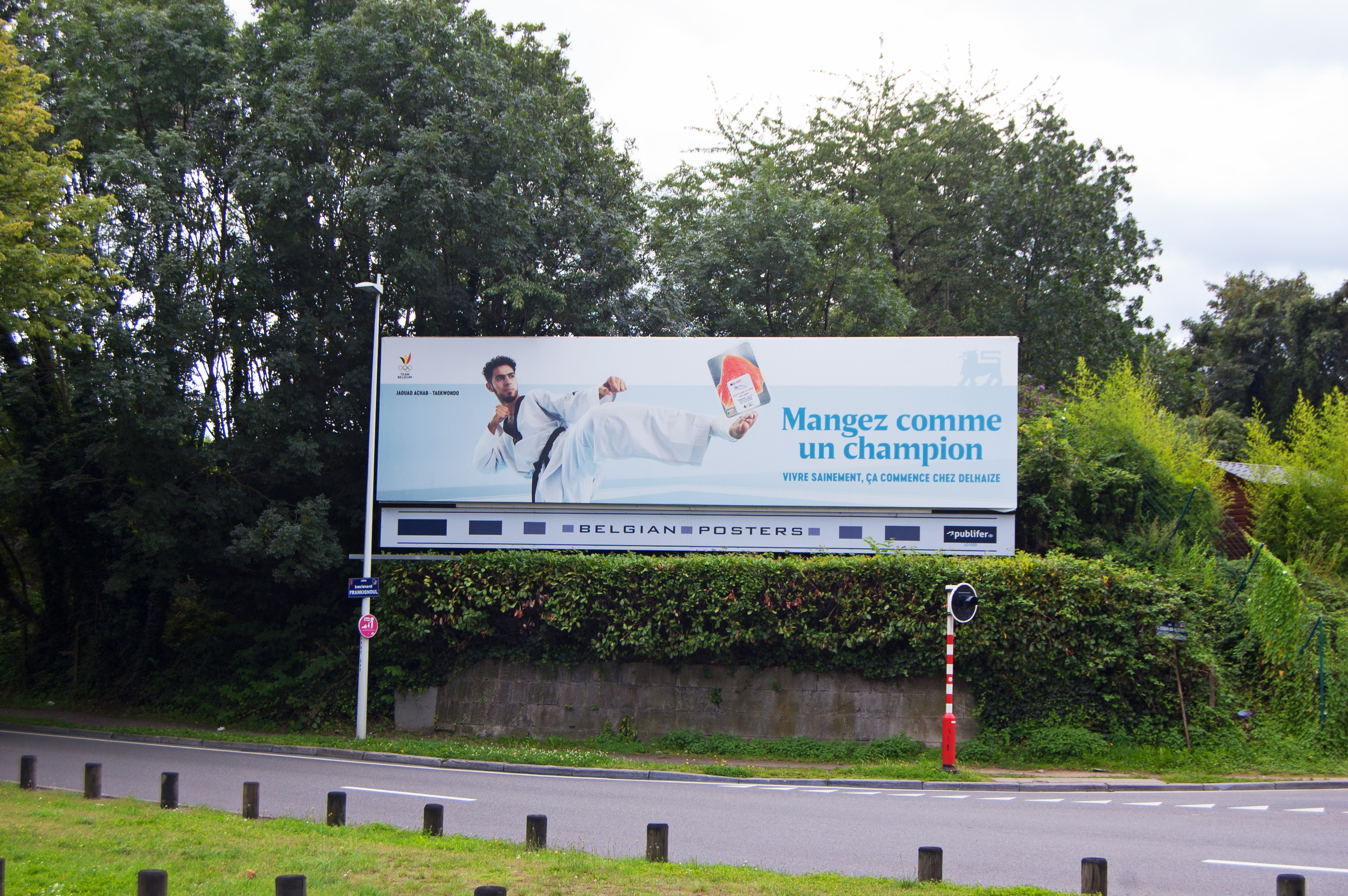
La base du pont de la connexion Y Froidmont boulevard Raymond Poincaré (2021).